# هنري دوسن
هنري دوسن (بالإنجليزية: Henry Dawson)‏ (23 أغسطس 1791 بمرليبون في المملكة المتحدة - 21 ديسمبر 1889 في المملكة المتحدة) هو لاعب كريكت بريطاني (وحمل سابقاً جنسية المملكة المتحدة لبريطانيا العظمى وأيرلندا). لعب مع Hampshire county cricket teams ‏.

## وصلات خارجية
- هنري دوسن على موقع إي آس بي آن كريك إنفو (الإنجليزية)